# Platyptilia comorensis
Platyptilia comorensis là một loài bướm đêm thuộc họ Pterophoridae. Nó được tìm thấy ở Comoros.